# Harada-Ito zahvat
Harada-Ito zahvat je operativni zahvat na vanjskim očnim mišićima u svrhu poboljšanja eksciklotorzije koja se javlja kod nekih pacijenata s paralizom kranijalnog živca. U ovom zahvatu podijeli se tetiva gornjeg kosog mišića, pa se prednja vlakna – vlakna najviše zaslužna za inciklotorziju - pomiču se prema naprijed i lateralno. To selektivno rasteže i napinje ta vlakna, pojačavajući snagu inciklotorzije gornjeg kosog mišića (m. obliquus superior). 
Najčešća indikacija za Harada-Ito zahvat je bilateralna stečena paraliza kranijalnog živca koja prati zatvorenu traumu glave (pogotovo automobilske nesreće). U kliničkom aspektu vertikalna nestabilnost često manje simptomatski smeta pacijentu nego inducirana eksciklotorzija. Pogođeni pacijenti imaju dvoslike (diplopiju) koja im posebno smeta jer su slike zaokrenute (eksciklotorzija). 
Pacijenti s paralizom kranijalnog živca čije smetnje nisu specifično ograničene na torzijsku diplopiju, ali imaju izrazitu vertikalnu diplopiju, nisu dobri kandidati za Harada-Ito zahvat. Umjesto toga može biti indicirana resekcija donjeg kosog mišića (m. obliquus inferior), ili neki drugi operativni zahvat za ispravljanje strabizma. 